# Himalaphantes grandiculus
Himalaphantes grandiculus là một loài nhện trong họ Linyphiidae.
Loài này thuộc chi Himalaphantes. Himalaphantes grandiculus được Andrei V. Tanasevitch miêu tả năm 1987.